# Cartismo

Um motim cartista em Londres

O cartismo foi um movimento operário radical e reformista que surgiu na Grã-Bretanha na década de 1830 como resultado das consequências sociais e econômicas da Revolução Industrial. Seu nome deve-se à Carta do Povo, documento escrito por William Lovett e Francis Place, em 7 de junho de 1837, no British Coffee House em Londres para a London Working Men's Association (LWMA), que foi enviado ao Parlamento do Reino Unido em 1838 com seis petições:
- Sufrágio universal masculino, um voto para cada homem com 21 anos de idade ou mais, em sã consciência e que não tenha sido punido por um crime
- Voto secreto
- Cancelar a qualificação da propriedade
- Pagamento aos membros do Parlamento, permitindo aos trabalhadores interromper o seu sustento para satisfazer as necessidades da nação
- Distritos eleitorais iguais, garantindo a mesma quantidade de representação para o mesmo número de eleitores
- Eleição anual

O cartismo foi promovido principalmente por Feargus O'Connor, orador e proprietário do jornal cartista Northern Star.  O cartismo mobilizaria a maioria dos trabalhadores e das classes populares com um objetivo político claro: a democratização do Estado e, ao contrário dos luditas, tinha uma natureza essencialmente política. 
O cartismo não deve ser confundido com o cartismo desenvolvido em Portugal, onde o termo cartismo foi a designação de uma tendência mais conservadora dentro do liberalismo que surgiu após a revolução de 1820, centrada na Carta Constitucional de 1826. 

## Desenvolvimento
Inicialmente as exigências não foram aceitas pelo Parlamento e um movimento rebelde teve início, através de comícios, abaixo-assinados e manifestações. Gradualmente, as propostas da carta foram sendo incorporadas e o movimento foi se enfraquecendo até sua desintegração.
É preciso ter em mente, no entanto, que o programa democrático radical do Cartismo não foi aceito pelos governantes e, num certo sentido, pode-se dizer que ele foi politicamente derrotado. Mas, apesar disso, os cartistas conseguiram mudanças efetivas, tais como a primeira lei de proteção ao trabalho infantil (1833), a lei de imprensa (1836), a reforma do código penal (1837), a regulamentação do trabalho feminino e infantil, a lei de supressão dos direitos sobre os cereais, a lei permitindo as associações políticas e a lei da jornada de trabalho de 10 horas.
O movimento perdeu a força com a organização dos primeiros sindicatos. No final da década de 1860, as reivindicações pleitadas pelo cartismo acabariam sendo incorporadas à legislação inglesa.